# 극장판 파워 디지몬 더 비기닝
"극장판 파워 디지몬 더 비기닝"(일본어: デジモンアドベンチャー02 THE BEGINNING)은 2023년 공개된 일본의 애니메이션 영화이다. 《파워 디지몬》의 새로운 극장판 작품으로 《디지몬 어드벤처 라스트 에볼루션: 인연》의 후속작이자 구 디지몬 어드벤처 시리즈의 최종장이다. 유메타 컴퍼니가 애니메이션 제작을 하였으며, 도에이 애니메이션이 프로덕션을 하였다.

## 출연
- 카타야마 후쿠쥬로 : 모토미야 다이스케 역
- 란즈베리 아서 : 이치죠우지 켄 역
- 아사이 아야카 : 이노우에 미야코 역
- 야마야 요시타카 : 히다 이오리 역
- 에노키 쥰야 : 타카이시 타케루 역
- M•A•O : 야가미 히카리 역
- 노다 준코 : 브이몬 역
- 타카하시 나오즈미 : 웜몬 역
- 토치카 코이치 : 호크몬 역
- 우라와 메구미 : 아르마딜로몬 역
- 마츠모토 미와 : 파닥몬 역
- 토쿠마츠 유카 : 가트몬 역
- 오가타 메구미 : 오오와다 루이 역
- 쿠기미야 리에 : 웃코몬 역